# Staphylea holocarpa
Staphylea holocarpa là một loài thực vật có hoa trong họ Staphyleaceae. Loài này được Hemsl. miêu tả khoa học đầu tiên năm 1895.